# 1449
Évszázadok: 14. század – 15. század – 16. század
Évtizedek: 1390-es évek – 1400-as évek – 1410-es évek – 1420-as évek – 1430-as évek – 1440-es évek – 1450-es évek – 1460-as évek – 1470-es évek – 1480-as évek – 1490-es évek
Évek: 1444 – 1445 – 1446 – 1447 –  1448 – 1449 – 1450 – 1451 – 1452 – 1453 – 1454

## Események
- január 6. – XI. Konstantin bizánci császár koronázása. Ő az utolsó bizánci császár, 1453-ig Konstantinápoly elestéig uralkodik, az ostromban ő maga is elesik.
- április 7.  – Lemond V. Félix ellenpápa.[1]
- szeptember 5. – Giskra báró Somosnál megveri Székely Tamás ellene küldött seregét, mire Hunyadi János maga indul a Felvidékre és békét köt Giskrával.
- szeptember 8. – A tumui csatában a mongolok legyőzik a kínaiakat és elfogják Jing-cung kínai császárt.
- november 10. – A franciák visszafoglalják Rouen-t.[2]

## Születések
- január 1. – I. Lorenzo de’ Medici itáliai államférfi, Firenze ura († 1492)
- november 11. – Podjebrád Katalin magyar királyné (†1464)

## Halálozások
- október 27. – Ulugbek timurida uralkodó, történetíró, költő, matematikus, korának kiemelkedő csillagásza (* 1394)